# شهرستان خرامه
شهرستان خرامه یکی از شهرستان‌های استان فارس به مرکزیت شهر خرامه می‌باشد. این شهرستان از شمال با ارسنجان، از شرق با بختگان، از شمال غربی با مرودشت و زرقان، از غرب با شیراز، از جنوب با سروستان و از جنوب شرقی با استهبان و فسا همسایه می‌باشد. براساس آخرین سرشماری، این شهرستان ۵۴٬۸۶۴ نفر جمعیت دارد.

## جغرافیا
خرامه با وسعت ۱٫۵۹۰ کیلومتر مربع و جمعیت ۶۱۵۸۰ نفر با ارتفاع حدود ۱۵۰۰ متر از سطح دریا در طول ۵۳ درجه و ۱۹ دقیقه شرقی و عرض ۲۹ درجه و ۳۲ دقیقه شمالی قرار دارد. با آب و هوای معتدل کوهستانی از دو بخش مرکزی و کربال و ۵ دهستان ،۴ شهر و ۵۰ روستا تشکیل گردیده است.
شهرستان خرامه از ۸ سمت به شهرستان‌های استان متصل می‌باشد که یک شاهراه اصلی استان محسوب می‌گردد. از سمت جنوب و جنوب شرق به شهرستان فسا، از جنوب و جنوب غرب به شهرستان سروستان، از جنوب شرق به شهرستان استهبان، از شرق و شمال شرق به بختگان، از شمال به شهرستان ارسنجان، از شمال غرب به شهرستان مرودشت، شمال غرب به شهرستان زرقان و از غرب به شهرستان شیراز مرکز استان متصل گردیده است.

## تقسیمات کشوری
این شهرستان دارای دو بخش می‌باشد:
- بخش مرکزی
  - دهستان خیرآباد
  - دهستان کفدهک
  - دهستان معزآباد

شهرها: خرامه، خیرآباد، معزآباد جابری
- بخش کربال
  - دهستان سفلی
  - دهستان دهقانان

شهرها: سلطان‌شهر

## اقتصاد

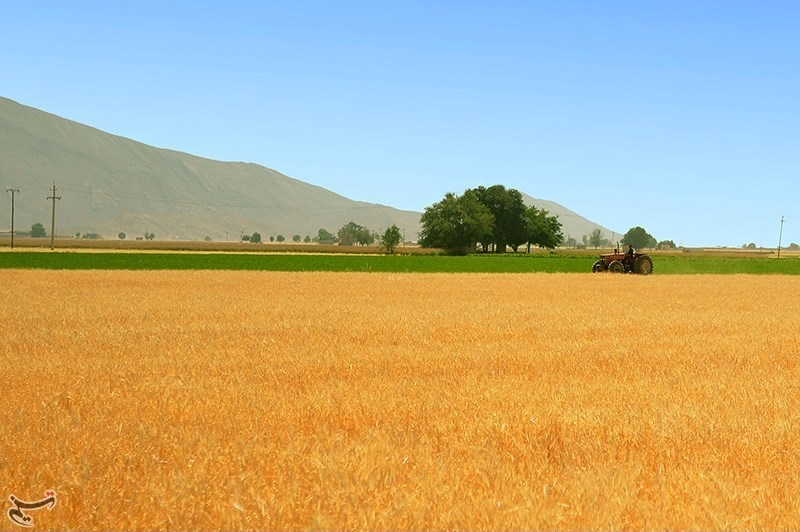
یک گندمزار در خرامه

اقتصاد شهرستان بر پایه کشاورزی خصوصاً برنج کاری و گندم و صیفی جات بوده که در سال‌های اخیر به دلیل خشک سالی و ایجاد سدهای متعدد در سر چشمه‌های رودخانه کر برنج کاری کنار گذاشته شده و کشاورزی در منطقه بسیار محدود گردیده است.